# کاتلیک
کاتلیک (به هلندی: Katlijk) یک منطقهٔ مسکونی در هلند است که در هیرن‌فین واقع شده‌است. کاتلیک ۶۱۰ نفر جمعیت دارد.